# 巴魯埃里

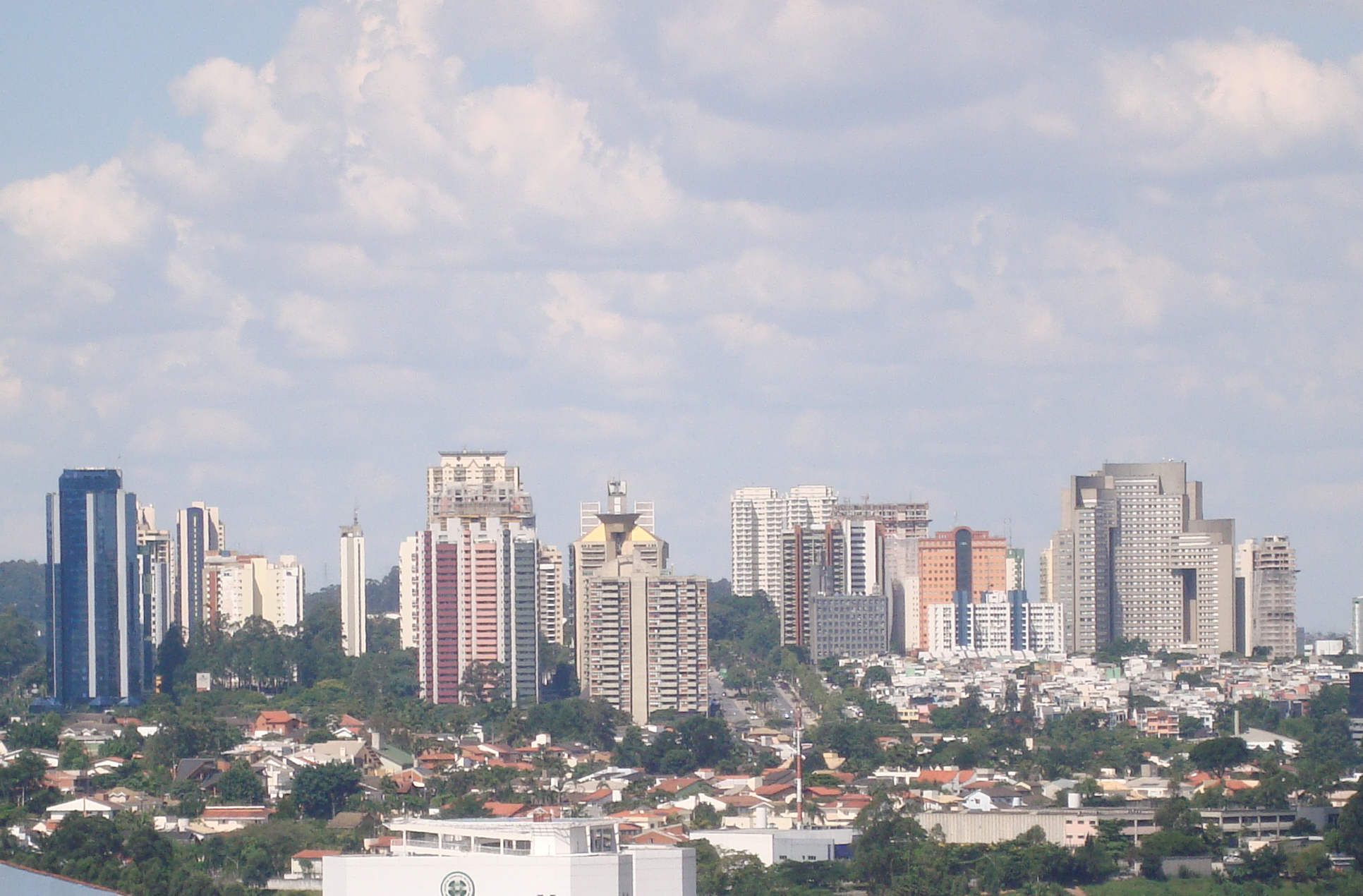

巴魯埃里是巴西的城市，位於該國東南部，距離聖保羅約25公里，由聖保羅州負責管轄，面積64.2平方公里，海拔高度719米，受熱帶氣候影響，2007年人口252,748。

## 外部連結
- （葡萄牙文） Official City Website
- （葡萄牙文） Barueri Railway Station （页面存档备份，存于）
- （葡萄牙文） Encontra Barueri （页面存档备份，存于）